# Slavenka Drakulić
Slavenka Drakulić, född 4 juli 1949 i Rijeka, är en kroatisk författare och journalist, bosatt i Stockholm. Hon är bland annat känd för Balkan Express, en betraktelse i bokform över de jugoslaviska krigen på 1990-talet, och Som om jag inte vore där från 1999 om sina upplevelser som lägerfånge under kriget, som även filmatiserades.

## Biografi
Slavenka Drakulić växte upp i kommunismens Jugoslavien. Hennes far var medlem i kommunistpartiet och hade tidigare varit militär. Drakulić studerade i Zagreb där hon avlade filosofie kandidatexamen i sociologi och litteratur 1976. Som journalist blev hon känd i hemlandet genom sin kritik av Franjo Tuđman. Drakulic engagerade sig i den framväxande feminismen i de kommunistiska staterna. Hon var 1979 delaktig i organiserandet av en stor feministisk konferens i Belgrad som kom att uppmärksammas av kollegor från USA och ledde till en inbjudan till landet.
I slutet av 1980-talet började Drakulić skriva krönikor för USA-tidskriften The Nation, där hon beskrev erfarenheter från livet i en kommuniststat. Några av dessa inkluderades sedan i Balkan Express: fragment från andra sidan kriget, som först publicerades på engelska.
Drakulić medverkar på frilansbasis i ett flertal tidskrifter i såväl USA som många europeiska länder inklusive Sverige. 1988 debuterade hon som författare med romanen Rädslan i kroppen.
Drakulić är gift med journalisten Richard Swartz, och även hennes dotter är en framgångsrik journalist.

## Författarskap
Drakulićs debutroman Rädslan i kroppen från 1988 handlar om en njurtransplantation som hon gjorde i USA.  
De böcker hon blivit mest omtalad för är dock hennes skildringar av Jugoslavien, kriget på Balkan och dess följder. Internationell uppmärksamhet fick hon 1993 i samband med Balkan Express, som handlar om kriget i forna Jugoslavien. Balkan Express är skriven inifrån kriget, från en kvinnas synvinkel och som en röd tråd går skildringen av den mentala tillvänjningen och paralleller till hur kriget förhärligats sedan deras barndom med kommunistiska revolutionsfilmer.
I de självbiografiska verken berättar Drakulić om livet i det forna Jugoslavien och under kriget på Balkan. Hur vi lyckades överleva kommunismen... beskriver till exempel hennes uppväxt, hur det var att arbeta som journalist och hur hon blev kallad till samtal till tidningens censor som var tillsatt av kommunistpartiets centralkommitté och anställd vid säkerhetspolisen (SDB). Ännu mer vikt läggs vid vardagliga detaljer och i synnerhet bristen på nödtorft och varor. I Som om jag inte vore där (1999) berättar Drakulic om ödet för kvinnor som utsattes för våldtäkter under krigsåren. Boken ligger till grund för filmen As if I am not there (2010) av irländska Juanita Wilson. Stellan Skarsgård är en av skådespelarna. Om krigsförbrytare och deras bevekelsegrunder handlar Inte en fluga förnär: krigsförbrytare inför rätta (2004). I Katt i Warszava och andra berättelser om livet under kommunismen (2009) låter Drakulic i fabelformat ett antal djur beskriva kommunismens historia, bland andra en mus som guidar i kommunistiska museet i Prag, en herrelös hund från Bukarest, en mullvad från Berlin och Generalens katt i Polen.
Drakulić har även skrivit romaner på andra teman. Förtärande kärlek utspelas i New York och handlar om kannibalism som en extrem konsekvens av en psykotisk kärlek. Den rena godheten: om människor som skänker liv (2007) handlar om anonyma organdonatorer, något som berörde Drakulic djupt då hon hade personlig erfarenhet av att vara mottagare av donatororgan. I flera romaner med biografiskt underlag skildrar Drakulic kvinnorna i kända mäns liv: Till sängs med Frida (2007) är en biografisk roman om Frida Kahlo, Dora och Minotauren (Dora i Minotaur, 2015, svensk översättning saknas) handlar om relationen mellan Dora Maar och Pablo Picasso  och Mileva Einsteins sorg (Mileva Einstein teorija tuge, 2016, svensk översättning saknas) om Albert Einsteins hustru.

## Översättningar
Slavenka Drakulić är översatt till svenska, tyska, polska, danska, engelska, ungerska och spanska. I Sverige har hon utgivits av Ordfront och Norstedts förlag.

## Utmärkelser
- 2004 Leipziger Buchpreis[10]